# Agrypnus comptus
Agrypnus comptus es una especie de escarabajo del género Agrypnus, tribu Agrypnini, familia Elateridae. Fue descrita científicamente por Candèze en 1874.
Se distribuye por Tailandia, Camboya e India.